# Superboll
Superboll è stato un game show televisivo italiano a premi, andato in onda su Canale 5 nella fascia preserale dal 21 settembre 1998 al 9 gennaio 1999. Era condotto da Fiorello con la partecipazione della valletta Filippa Lagerbäck.

## Storia
La trasmissione venne ideata per essere la seconda a sostituire Tira & Molla, un fortunato game show del preserale di Canale 5 condotto da Paolo Bonolis e Luca Laurenti nelle due stagioni precedenti e che era stata spostata nella fascia del mezzogiorno, con la conduzione di Giampiero Ingrassia.
Il programma si sarebbe dovuto chiamare In bocca al lupo!, il cui nome era stato scelto anche dal diretto concorrente di Rai 1 e condotto da Carlo Conti. In seguito a una telefonata tra Fiorello e Conti, si decise di cambiare il nome in Superboll.
Voluto dall'allora direttore di rete Maurizio Costanzo, Fiorello ha fatto così il suo debutto nel palinsesto quotidiano di Canale 5.
Il gioco non riuscì a coinvolgere il pubblico come sperato, perdendo regolarmente la sfida degli ascolti con il diretto concorrente proposto da Rai 1, e dopo diverse modifiche al format la trasmissione fu cancellata per lasciare spazio, dall'11 gennaio 1999, a Passaparola, che ebbe ben più fortuna.

## Svolgimento del gioco
A causa degli ascolti non soddisfacenti, il quiz è stato più volte modificato durante i quattro mesi di trasmissione nel tentativo di alzare gli ascolti, introducendo anche la diretta per rendere più spontaneo il programma, inizialmente trasmesso in differita.
Il gioco vedeva tre squadre, composte da quattro persone ciascuna e in rappresentanza di tre città italiane, che si sfidavano nei quattro giochi iniziali; a causa dei bassi ascolti ricevuti dal programma, questi giochi con le loro regole furono cambiate molto spesso. Infine, la squadra vincitrice (solo nella prima versione) e il concorrente vincitore (dalla seconda versione in poi), accedeva alla prova finale del "Superboll".

### Prima versione
Nella prima versione il gioco consisteva nell'alleggerire il montepremi delle squadre avversarie, che nella prima puntata era di 10.000.000 di lire per squadra, mentre dalla seconda puntata passò a 5.000.000 di lire (sempre per squadra). Questo meccanismo di alleggerimento si svolgeva nel seguente modo: il caposquadra della squadra vincitrice del gioco doveva scegliere un "pallone" delle due perdenti da far scoppiare, numerato da 1 a 9, contenente cifre che variavano da 100.000 lire a 1.000.000 di lire, la porta blindata che non faceva diminuire il montepremi oppure il diavoletto che lo dimezzava. I giochi in cui si sfidavano le squadre erano:
- 1) O' matitone: Il caposquadra doveva indovinare in 30 secondi un oggetto, che gli altri suoi tre compagni dovevano disegnare con un pennarello nero su una parete di plexiglas, appoggiati su una matita gigante che ruotava alternando alla parete gli altri concorrenti. Vinceva la squadra che indovinava l'oggetto nel minor tempo possibile;
- 2) Crollo Quiz: Le tre squadre venivano poste su delle seggiole poste in alto sopra il pubblico, e il gioco consisteva nel rispondere esattamente alle domande del conduttore premendo un pulsante. Se nessun concorrente si prenotava, il sistema computerizzato designava uno dei componenti della squadra cui era tenuto a rispondere ove se indovinava faceva crollare uno dei componenti della squadra avversaria altrimenti crollava lui stesso. Se il concorrente di una squadra indovinava, faceva "crollare" un concorrente per ogni squadra al di sotto della scenografia, ma se invece sbagliava crollava lui stesso. Vinceva chi riusciva a far crollare tutti i componenti delle due squadre avversarie;
- 3) Chrono Quiz: In questo gioco partecipava solo un concorrente per squadra, e lui doveva rispondere alle domande del conduttore senza dire "si, no, non lo so", e senza poter ripetere una risposta già data, ma non era quello lo scopo principale, infatti quello vero e proprio era di indovinare esattamente la durata in secondi da quando iniziava la manche fino a quando il conduttore diceva stop. Non era importante dare le risposte esatte, quindi il concorrente poteva rispondere alle domande anche in maniera assurda. Nelle prime puntate, la poltrona dove il concorrente si sedeva girava in senso orario e antiorario, mentre nelle puntate successive la poltrona rimaneva ferma;
- 4) Tutto o niente: I capitani delle tre squadre venivano seduti attorno ad un tavolo, e la squadra con il montepremi più alto rispondeva per ultima, in quanto se uno rispondeva esattamente si prendeva la somma dei tre montepremi più 500.000 lire e così via, mentre se invece sbagliava il montepremi rimaneva all'ultimo concorrente che aveva risposto giusto. Il conduttore rivolgeva domande con 2 opzioni di risposta suddivise in 3 manches. Alla fine delle suddette manches, l'ultima squadra che aveva tutto il montepremi vinceva la puntata (avendo anche il diritto di tornare in quella successiva), e di conseguenza accedeva alla prova finale;
- 5) Il Superboll: Esso era solo una prova di fortuna, infatti la squadra vincitrice (per potersi portare a casa il montepremi) doveva scegliere tra due sfere, una bianca e una nera, e cercare di trovare l'omonimo gettone.

### Seconda versione
Da lunedì 12 ottobre 1998 arrivavano i primi cambiamenti al gioco: furono tolti il meccanismo di sottrazione del montepremi e le squadre, dimezzando così i concorrenti a tre (che erano accompagnati da tre amici che si prestano alle prove). Si partiva da un montepremi di 5.000.000 di lire che andava aumentando vincendo le varie prove in questa maniera: 1.000.000 di lire per il concorrente che vinceva la prova, 500.000 lire il secondo classificato e nulla il terzo. Cambiarono anche alcune regole dei vari giochi:
- 1) O'matitone: L'unico gioco di questa versione che rimase invariato nelle sue regole;
- 2) Crollo Quiz: Gioco che subì una lieve modifica, nella quale a rispondere era solo il concorrente mentre gli amici si prestavano solo come figure da far "crollare";
- 3) Chrono Quiz: A differenza del precedente, questo gioco ebbe invece un cambiamento più radicale. I tre concorrenti erano seduti al centro dello studio su delle poltrone, e il suo scopo consisteva sempre nell'avvicinarsi ad indovinare il tempo da quando il gioco parte a quando finisce, ma stavolta doveva rispondere esattamente alle domande poste dal conduttore. E in più se lui sbagliava la risposta gli venivano attribuiti 2 secondi di penalità;
- 4) Chissà se c'è: È un gioco nuovo che sostituiva il "Tutto o niente", dove i tre concorrenti erano seduti di fronte ad un grande tabellone con 12 righe oscurate e il nome di un personaggio scritto in cima, e i concorrenti dovevano indovinare in tre manches parole o definizioni che avevano a che fare con il personaggio in questione che sono nascoste in una di quelle righe. La prima manche faceva vincere 500.000 lire, la seconda 1.500.000 lire, e la terza 5.000.000 di lire, ma se infine il concorrente non trovava la definizione perdeva il valore della manche dal suo montepremi;
- 5) Il Superboll: Il concorrente col montepremi più alto accedeva a questa nuova versione della prova finale. Partendo da una parola iniziale imposta, e basandosi sulle definizioni fornite dal conduttore, il concorrente doveva completare una sequenza di dieci parole cambiando una sola lettera alla volta in 60 secondi ove se una parola veniva sbagliata doveva ricominciare la sequenza da capo. Se egli riusciva a completarla vinceva il montepremi accumulato durante la gara raddoppiato. In caso contrario, il concorrente non vinceva nulla e aveva diritto a tornare alla puntata successiva.

### Terza versione
Con la puntata andata in onda il 26 ottobre 1998, la prima in diretta, il gioco appariva profondamente modificato facendo cessare a Superboll di essere una sfida a squadre. Si svolgeva in uno studio dalle dimensioni minori e dalla configurazione più tradizionale (niente fossa), riciclando solo parzialmente la scenografia anteriore. Ed era costituito dalle seguenti prove:
- 1) Cronaca Quiz: Primo gioco nuovo introdotto in questa versione, che il quale sostituiva il "Chrono Quiz". Esso si apriva con una serie di domande sull'attualità, tratte dai vari quotidiani del giorno, e i concorrenti che rispondono ricevevano risme di giornali (rappresentanti 1.000.000 di lire);
- 2) O'matitone: Stesse regole, ma invece degli amici del concorrente c'era il fumettista ufficiale del programma, Alessandro Valenti detto Alva, a disegnare il soggetto da indovinare in un minuto;
- 3) Crollo Quiz: Il meccanismo della prova restava identico, con la differenza che in assenza di squadre, furono ormai le ballerine del corpo di ballo a sedersi sui sedili mobili accanto al concorrente. In seguito le ballerine non erano più presenti e ad ogni domanda il concorrente che si prenotava e rispondeva esattamente dava una X ai due avversari, equivalente ad un errore (se rispondeva in maniera sbagliata aveva lui la X). Vince il concorrente che non accumula 3 X e quindi tre errori. Al termine di questa fase, il concorrente col montepremi più basso veniva eliminato oppure in caso di parità i concorrenti dovevano lanciare un enorme dado in cui chi totalizzava il punteggio più basso veniva eliminato.
- 4) Mai dire Mike: È il secondo gioco nuovo introdotto nella versione, il cui suo nome si ispirava a Mike Bongiorno. Esso riciclava i meccanismi del "Si o No finale" di Tira & Molla, dove i concorrenti dovevano fornire una risposta (tratta da una lista fornita ove ad ogni domanda all'interno della lista vi erano tre opzioni di risposta di cui una giusta) senza sentire le domande, con risultati di discreta comicità;
- 5) La prova: Il terzo ed ultimo gioco nuovo della versione, consistente in una prova fisica o canora valida per 1.000.000 di lire; in seguito la prova diventa esclusivamente canora ed i due concorrenti venivano giudicati tramite l'applausometro del pubblico.
- 6) Chissà se c'è: Riprendeva le stesse regole dalla seconda versione, ma fu portato da tre a cinque manches (da 500.000 a 2.500.000 lire). Successivamente, i concorrenti dovevano indovinare il nome di un personaggio famoso dove partendo da 12.000.000 di lire per chi indovinava il personaggio al primo indizio, venivano scoperti uno dopo l'altro tutti gli indizi ove ad ogni indizio scoperto il montepremi calava di 1.000.000 di lire. Una volta indovinato il personaggio il concorrente aggiungeva il montepremi al suo bottino e in caso di parità con l'avversario si doveva lanciare un enorme dado a sei facce in cui chi totalizzava il punteggio più basso veniva eliminato;
- 7) Gran finale: Stesso gioco del "Superboll" della precedente versione, con la differenza che in caso di fallimento, il montepremi del concorrente andava a incrementare quello del gioco de "La spada nella roccia".

### Quarta versione
- 1) O' matitone: In questa nuova versione non c'è più un soggetto per ciascuno da indovinare entro un minuto, bensì solamente due soggetti disegnati da Alva ( Alessandro Valenti) e che possono indovinare tutti a prenotazione. Le postazioni dei concorrenti erano grossi pupazzi di neve sul cui cappello era presente il pulsante per prenotarsi. Ogni concorrente poteva tentare di indovinare solo 2 volte a soggetto. Ogni errore veniva segnato come penalità con un piccolo cartello posizionato sul pupazzo di neve; tuttavia questo meccanismo è stato attuato solo alla prima puntata della nuova versione, dalla successiva si è tornati alle classiche regole. Dopo qualche puntata, il gioco venne abolito e il suo posto veniva preso dalla "prova" canora;
- 2) Arrimano... i nostri: È il secondo gioco nuovo introdotto nella versione. Una volta presentati i concorrenti, ciascuno di loro doveva completare le rime baciate di una poesia letta dal conduttore in un minuto di tempo. Il concorrente che riesce a completare in rima l'intera poesia si aggiudicava 1.000.000 di lire, il secondo 500.000 lire ed il terzo nulla. Successivamente, se veniva data una rima sbagliata al concorrente venivano dati 5 secondi di penalità;
- 3) Super Quiz: Terzo ed ultimo gioco nuovo della versione, nonché sostituto dei precedenti ''Cronaca Quiz'' e ''Crollo Quiz'', in cui venivano poste ai concorrenti normali domande, in particolare di cronaca tratte dai quotidiani del giorno e musicali (spesso con l'ausilio della band in studio). Le postazioni dei concorrenti erano sempre grossi pupazzi di neve sul cui cappello era presente il pulsante per prenotarsi. 500.000 lire per ogni risposta esatta. Al termine di questo gioco veniva eliminato il concorrente con il montepremi più basso;
- 4) La prova: Stesso meccanismo del gioco della seconda parte della terza versione. I due concorrenti cantavano una canzone ciascuno e venivano giudicati dal pubblico tramite l'applausometro. Il vincitore guadagnava 1.000.000 lire. Dopo l'abolizione dell'"O' matitone" la prova era solo fisica, in quanto le canzoni venivano fatte nel primo gioco, quindi nelle puntate del 24 dicembre 1998 e del 1º gennaio 1999 la prova consisteva nel portare da un tavolo all'altro delle torte con la panna, ed una volta finita la prova (in entrambe le puntate), Fiorello iniziava una battaglia di torte contro tutto lo studio;
- 5) Mai dire Mike: Stesso meccanismo del gioco della precedente terza versione;
- 6) Chissà chi è: Stesso meccanismo del gioco della seconda parte della terza versione. I concorrenti dovevano indovinare il nome di un personaggio famoso dove partendo da 12.000.000 di lire per chi indovinava il personaggio al primo indizio, venivano scoperti uno dopo l'altro tutti gli indizi ove ad ogni indizio scoperto il montepremi calava di 1.000.000 di lire. Una volta indovinato il personaggio il concorrente aggiungeva il montepremi al suo bottino e in caso di parità con l'avversario si doveva lanciare un enorme dado a sei facce in cui chi totalizzava il punteggio più basso veniva eliminato;
- 7) Gran finale: Stesso meccanismo del gioco della precedente terza versione.

## Il gioco telefonico
Come per la precedente trasmissione di Canale 5 Tira & Molla (andata in onda in fascia preserale), anche Superboll aveva il suo gioco telefonico, e anche codesto gioco variava in base alle versioni del programma.
- Prima versione: esso consisteva nel "Chi imita chi", ossia un personaggio famoso che imita un altro famoso, e il concorrente da casa doveva indovinare chi è questo personaggio che sta facendo l'imitazione.[2] Il suo montepremi partiva da 1.000.000 di lire, e ogni volta che la persona da casa sbagliava il montepremi aumentava di 100.000 lire;
- Seconda versione: in questa versione Fiorello pescava le domande da un cilindro e, in base alla richiesta dell'aiuto da parte del telespettatore, poteva vincere 500.000 lire (con l'aiuto) o 1.000.000 di lire (senza aiuto);
- Terza versione: cambiato nel meccanismo e nel nome ne "La spada nella roccia", i concorrenti che chiamavano dovevano indovinare, cantandola, la canzone che permetterà a Daniele Quistelli (vestito da Semola) di estrarre la spada, vincendo così il montepremi cumulativo (con un incremento di 500.000 lire a tentativo).
- Quarta versione: per il periodo natalizio, i concorrenti che chiamavano potevano vincere 1.000.000 di lire rispondendo entro 30 secondi a cinque definizioni cambiando una sola lettera alla volta partendo una data parola ove se non risolvevano l'enigma non vincevano nulla.

## Il cast

### Coro
- Gianni Lanni
- Antonella Pepe
- Sara Tosi
- Luca Velletri

### Orchestra
- Tony Arco
- Paolo Arcuri
- Luca Colombo
- Enrico Cremonesi
- Carmelo Isgrò

### Corpo di ballo
- Sabrina Amato
- Daniela Bello
- Manuela Cesari
- Doris D'Angelo
- Francesca Romana Di Maio
- Marzia Foglietta
- Ivana Lo Piccolo
- Pamela Mauro
- Ketty Roselli
- Valeria Simioni

## Sigle di Superboll
La sigla di apertura era Insieme, scritta da Massimo Dorati e cantata dai quattro coristi del programma (Gianni Lanni, Antonella Pepe, Luca Velletri e Sara Tosi), proposta inizialmente in versione completa per poi essere ridotta a pochissimi secondi nelle ultime puntate, mentre quelle di chiusura erano due brani cantati da Fiorello contenuti entrambi nel suo album Batticuore, Dimmi dimmi perché e l'omonimo singolo che ha dato il nome all'album. La prima fu usata nelle prime puntate mentre la seconda nelle successive.

## Ascolti TV
| Puntata           | Telespettatori | Share  |
| ----------------- | -------------- | ------ |
| 21 settembre 1998 | 3.218.000      | 22,0%  |
| 23 settembre 1998 | 2.403.000      | 16,81% |
| 24 settembre 1998 | 2.516.000      | 17,27% |
| 25 settembre 1998 | 2.417.000      | 16,34% |
| 2 ottobre 1998    | 2.174.000      | 14,83% |
| 12 ottobre 1998   | 2.327.000      | 14,42% |
| 14 ottobre 1998   | 2.240.000      | 13,91% |
| 15 ottobre 1998   | 2.313.000      | 14,25% |
| 26 ottobre 1998   | 3.052.000      | 15,6%  |